# دریاچه نیوک
دریاچه نیوک (انگلیسی: Lake Nyuk) یک دریاچه در جمهوری کارلیای کشور روسیه است.